# Jürg Wartenweiler
Jürg Wartenweiler (* 30. November 1915 in Frauenfeld; † 9. November 1976 in Küsnacht) war der erste Professor für Sportwissenschaft und einer der Begründer einer sportwissenschaftlichen Biomechanik. Er war mehrfacher Schweizer Hochschulmeister im Schwimmen und später aktiv im Wasserball.

## Leben
Als Sohn des Schriftstellers und Volksbildners Fritz Wartenweiler bekam er seine Grundschulbildung im Elternhaus. Danach besuchte Wartenweiler die Kantonsschule in Frauenfeld, wo er 1934 die Matura ablegte. 1934/35 wurde er an der dänischen Gymnastikschule in Ollerup Sogn bei Niels Bukh zum Gymnastiklehrer ausgebildet. Von 1935 studierte er an der Universität Basel Naturwissenschaften und absolvierte parallel hierzu den Turn- und Sportlehrerkurs I. 1936 wechselte er an die Philosophische Fakultät der Universität Zürich, wo er ein umfassendes Lehrerstudium absolvierte. Von 1939 an arbeitete er als Hilfslehrer für Turnen in Winterthur und Zürich. 1943 folgte die Promotion zum Dr. phil. an der Universität Zürich (Diss.: Wachtum und Formgestaltung des menschlichen Fußes) mit dem Hauptfach Anthropologie und Anatomie des Menschen und den Nebenfächern Psychologie, Geographie, Zoologie und vergleichende Anatomie. Parallel hier qualifizierte er sich als Leutnant/Oberleutnant, wobei er als Trainingsoffizier des Bat. 84 diente. 1944 legte er zudem die Diplomsportlehrerprüfung II an der ETH Zürich ab.
Nach Kriegsende war er ab 1945 Hilfslehrer für Geographie und Turnen an der Höheren Töchterschule in Zürich. Ab 1946 wurde er zusätzlich Lehrbeauftragter für Leibesübungen an der ETH Zürich und für Mädchenturnen am Kantonalen Oberseminar in Zürich. 1947 wurde er zum a. o. Professor für die Theorie der Leibesübungen an die ETH Zürich berufen und er bekam als Institutsdirektor die Verantwortung für die Diplomsportlehrerausbildung in der Schweiz. Hier baute er das Biomechaniklabor auf, das den Anforderungen der ETH an internationaler Spitzenforschung entsprach. Sein Forschungsinteresse galt der Systematisierung der menschlichen Bewegung, wobei er sich auch an historischen Vorbildern von Leonardo da Vinci an orientierte, die er mit modernster Technologie versuchte im Hinblick auf optimale Lernwege zu systematisieren. 1967 organisierte er an der ETH den 1. Internationalen Kongress für Biomechanik, aus deren Teilnehmern sich die International Society for Biomechanics gründete. Der WorldCat enthält 33 Werke von ihm. Er verstarb an einem Krebsleiden.

## Auszeichnungen
- 1970 Philip Noel-Baker Prize für seine Forschungsleistungen des Weltrat für Sportwissenschaft und Leibes-/Körpererziehung
- 1973 Gründungspräsident der International Society of Biomechanics
- 1975 Aufnahme als Fellow in die National Academy of Kinesiology
- Seit 1977 jährliche Jürg Wartenweiler Memorial Lecture der International Society of Biomechanics